# Adainville
Adainville ist eine französische Gemeinde mit 647 Einwohnern (Stand: 1. Januar 2022) im Département Yvelines in der Region Île-de-France. Sie gehört zum Arrondissement Mantes-la-Jolie und zum Kanton Bonnières-sur-Seine (bis 2015: Kanton Houdan). Die Einwohner werden Adainvillois genannt.

## Geographie
Adainville liegt etwa 52 Kilometer westsüdwestlich von Paris. Umgeben wird Adainville von den Nachbargemeinden Condé-sur-Vesgre im Norden und Osten, La Boissière-École im Süden, La Hauteville im Südwesten sowie Grandchamp im Westen.

## Bevölkerungsentwicklung
| Jahr                      | 1962 | 1968 | 1975 | 1982 | 1990 | 1999 | 2006 | 2013 | 2021 |
| Einwohner                 | 265  | 324  | 399  | 522  | 839  | 824  | 775  | 759  | 646  |
| Quelle: Cassini und INSEE |      |      |      |      |      |      |      |      |      |

## Sehenswürdigkeiten
- Kirche Saint-Denis, im 13. Jahrhundert erbaut, seit 1909 Monument historique
- Schloss La Jaunière aus dem 19. Jahrhundert

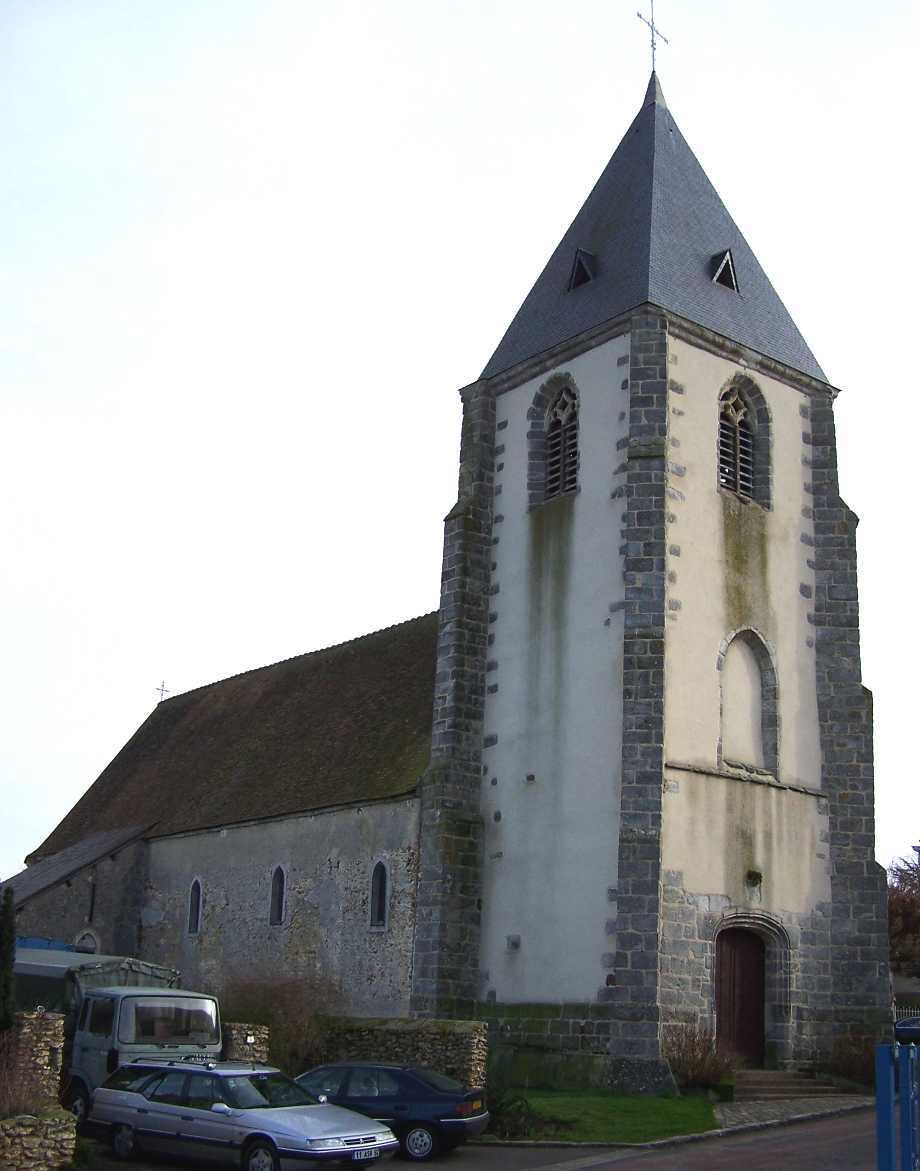
Kirche Saint-Denis